# Филиппово (Кировская область)
Фили́ппово — село в Кирово-Чепецком районе Кировской области, административный центр Филипповского сельского поселения.

## География
Расстояние до районного центра (город Кирово-Чепецк) — 45 км.
Расположено на правом холмистом коренном берегу реки Филипповки, которая около села имеет крутую излучину. В окрестностях находится 7 прудов, 4 из них построены в последние десятилетия.
С Кирово-Чепецком село связано пригородным автобусным маршрутом № 101, а также транзитными маршрутами № 110 (Кирово-Чепецк — Марковцы) и № 206 (Кирово-Чепецк — Ардашевский).

## История
Дата основания — 1643 год (по данным П. Н. Луппова). Построено крестьянином Пахомом Кощеевым с товарищами. Первая деревянная церковь поставлена в 1646 году в честь святой Троицы и преподобного Михаила Малеина.
И первая церковь, и две последующие, тоже деревянные, построенные в 1667 и 1704 годах, сгорели. Четвёртая деревянная церковь была построена в 1753 году.
В 1763 году село имело 12 ревизских душ.
По благословению архиепископа Варфоломея жители села в 1760—1767 годах осуществили строительство каменного двупрестольного храма. Главный престол в честь святой Троицы был освящён по указу Консистории от 8 сентября 1771 года, ранее, по указу от 21 августа 1769 года, в тёплой церкви был освящён престол святителю Филиппу Митрополиту Московскому. Старую деревянную Троицкую церковь разобрали в августе 1769 года.
В 1797 году в приделе вместо обветшавшего престола был поставлен новый, который освятили «в прежнем проименовании» 8 сентября 1797 года. Приход состоял из 49 селений.
Первое приходское училище открыто в 1838 году.
В 1834 году Троицкую церковь начали перестраивать и расширять. Она стала трехпрестольной: главный престол — по-прежнему Троицкий (освящен в 1771 году), северный тёплый придел освятили 26 октября 1869 году во имя святого Филиппа митрополита Московского, южный тёплый — 23 ноября 1841 году во имя святого Митрофана епископа Воронежского.
В начале XX в. в округе проживали 6268 чел., в 1913 году в Филиппово было 11 домов, в селе находились: волостное правление, церковно-приходская одноклассная женская (открыта 16 сентября 1891 года) и земская мужская школы, земская больница.
Несколько раз в году в селе проводились торжки и базары, где крестьяне продавали излишки зерна и овощей, сельскохозяйственный инвентарь и изделия местных промыслов.
Главное занятие жителей — хлебопашество. С 1914 года действовала кузница А. Н. Питиримова.
Согласно переписи населения 1926 года село — центр Филипповского сельсовета Селезеневской волости, в нём проживало 367 человек (87 хозяйств).
В годы Великой Отечественной войны кирпич разобранной Троицкой церкви использовался для строительства резервного аэродрома у села Полом.
В 1970—1980 годах в селе находился центр совхоза «Филипповский», имевшем 5 отделений (ныне ООО «Филиппово»).

## Население
| 2010 |
| ---- |
| 999  |

## Инфраструктура
В селе имеются участковая больница, средняя школа, сельский Дом культуры, библиотека.

## Застройка
Улицы села: Береговая, Вострикова, Заева, Кирова, Луговая, Михаила Злобина, Молодёжная, Садовая, Школьная; переулок Заева.
В селе воздвигнуты памятник организаторам советской власти в Селезеневской волости и в селе Филиппово (братья Заевы, учительница А. В. Русских, В. А. Лялин) и мемориал памяти воинам-земляк погибшим в 1941—1945 годах (открыт в 1995 году).